# 京都中央農業協同組合
京都中央農業協同組合（きょうとちゅうおうのうぎょうきょうどうくみあい、通称JA京都中央）は、京都府長岡京市に本店を置く農業協同組合。

## 業務区域
- 京都府京都市右京区の一部
- 京都府京都市左京区の一部
- 京都府京都市西京区の一部
- 京都府京都市北区の一部
- 京都府京都市南区の一部
- 京都府京都市伏見区の一部
- 京都府向日市
- 京都府長岡京市
- 京都府乙訓郡大山崎町